# Вулиця Торф'яна (Львів)
Вулиця Торф'яна — вулиця у Шевченківському районі міста Львів, місцевість Замарстинів. Пролягає від вулиці Замарстинівської до проспекту В'ячеслава Чорновола. Прилучається вулиця Мурашка.

## Історія
Вулиця виникла на початку XX століття у складі села Замарстинів, під назвою вулиця Конарського, на честь польського письменника і публіциста Станіслава Конарського. Не пізніше 1929 року отримала назву На Торфи, адже у місцевості, де пролягає вулиця, видобували торф (упродовж німецької окупації Львова, з 1943 року по липень 1944 року — Торфґассе). По війні, у 1946 році назву уточнили на сучасний варіант — Торф'яна.

## Забудова
Забудова вулиці належить до другої половини XX століття. Тут є дво- і триповерхові будинки барачного типу 1950-х років, чотириповерхові житлові будинки 1960-х років, а також багатоповерхова житлова 2010-х років. Житлова забудова розташована з непарного боку вулиці, на парному боці розташовані переважно споруди промислового призначення.

### Будинки
№ 4 — комплекс будівель, де з радянських часів міститься Львівське науково-технічне об'єднання Українського товариства сліпих, від 2017 року — підприємство ОГ Львівського УВП «Львівського УВО Українського товариства сліпих».
№ 21 — десятиповерховий житловий будинок. Одне з приміщень першого поверху займає львівське відділення № 2 ПАТ «Банк Інвестицій і заощаджень».
№ 23 — типова житлова дев'ятиповерхівка кінця 1970-х років.
№ 25 — житловий комплекс «Паркові Вежі», збудований у 2016—2017 роках та складається з двох одинадцятиповерхових житлових будинків з вбудованими приміщеннями комерційного призначення та критим паркінгом.

## Транспорт
На початку вулиці частково розташована розворотне кільце трамвайного маршруту № 9.

## Парки
Вулиця Торф'яна межує з парком імені 700-річчя Львова, закладеним 1956 року.